# 加罗帕巴
加罗帕巴是巴西圣卡塔琳娜州的一个市镇。总面积115平方公里，总人口16399人，人口密度142.6人/平方公里。